# Oļegs Laizāns
Oļegs Laizāns (Riga, 28 marzo 1987) è un ex calciatore lettone, di ruolo centrocampista.

## Carriera

### Club
Ha cominciato la sua carriera nelle giovanili dello Skonto: con la formazione riserve ha anche giocato in 1. Līga fin dal 2004. Esordì quindi in Virslīga il 20 settembre 2006 contro il Dinaburg; nella stagione 2006 totalizzò 12 presenze in campionato.
La prima rete in campionato risale al 20 aprile 2007, nella gara contro il Daugava Daugavpils: in quella occasione Laizāns, entrato da poco al posto di Vitālijs Astafjevs, trasformò il calcio di rigore del temporaneo 3-0. Il 16 luglio 2009 esordì nelle competizioni europee disputando i preliminari di UEFA Europa League 2009-2010 contro il Derry City.
Nel gennaio del 2010 passò in prestito in Polonia al Lechia Danzica, disputando 8 partite in Ekstraklasa, mettendo a segno un'unica rete contro il Polonia Varsavia. Ritornato in patria fu nuovamente girato in prestito, stavolta al Gulbene, in 1. Līga: qui disputò sette partite segnando quattro reti e contribuendo alla vittoria del campionato.
Nel 2011 si trasferisce al Ventspils, contribuendo con tre reti e quattro assist in trenta partite, alla vittoria del campionato. Vinse inoltre la Coppa di Lettonia, segnando due reti, una delle quali nella finale contro il Metalurgs
Nel gennaio del 2012 torna in Ekstraklasa, stavolta con l'LKS Łódź: la squadra, però, si classifica penultima, retrocedendo. A luglio 2012 tenta quindi l'avventura in Russia, con l'Enisej Krasnojarsk, formazione di seconda serie, dove rimane per tre stagioni.
Nel luglio 2015 torna in Virslīga, di nuovo con il Ventspils. Nel marzo del 2016 si trasferisce al Riga FC.

### Nazionale
Vanta presenze sia nell'Under-17 (con cui ha debuttato nell'1-1 contro la Grecia in una partita valida per il turno di qualificazione del campionato europeo di categoria) che nell'Under-19 che nell'Under-21.
Ha esordito con la nazionale maggiore nell'amichevole contro la Finlandia disputata il 10 agosto 2011 entrando al 78' al posto di Aleksandrs Fertovs. Fu, invece, per la prima volta titolare alla terza presenza contro la Grecia disputata il 6 settembre 2011 in un match valido per le Qualificazioni al campionato europeo di calcio 2012.
Nel 2012 ha vinto la Coppa del Baltico 2012, segnando, tra l'altro uno dei rigori nella finale contro la Finlandia. Due anni più tardi ha bissato il successo, giocando titolare la finale. Nel 2016 ha contribuito alla terza Coppa del Baltico consecutiva.

## Statistiche

### Cronologia presenze e reti in Nazionale
| Cronologia completa delle presenze e delle reti in nazionale ― Lettonia | Cronologia completa delle presenze e delle reti in nazionale ― Lettonia | Cronologia completa delle presenze e delle reti in nazionale ― Lettonia | Cronologia completa delle presenze e delle reti in nazionale ― Lettonia | Cronologia completa delle presenze e delle reti in nazionale ― Lettonia | Cronologia completa delle presenze e delle reti in nazionale ― Lettonia | Cronologia completa delle presenze e delle reti in nazionale ― Lettonia | Cronologia completa delle presenze e delle reti in nazionale ― Lettonia |
| Data                                                                    | Città                                                                   | In casa                                                                 | Risultato                                                               | Ospiti                                                                  | Competizione                                                            | Reti                                                                    | Note                                                                    |
| ----------------------------------------------------------------------- | ----------------------------------------------------------------------- | ----------------------------------------------------------------------- | ----------------------------------------------------------------------- | ----------------------------------------------------------------------- | ----------------------------------------------------------------------- | ----------------------------------------------------------------------- | ----------------------------------------------------------------------- |
| 10-8-2011                                                               | Riga                                                                    | Lettonia                                                                | 0 – 2                                                                   | Finlandia                                                               | Amichevole                                                              | -                                                                       | 78’                                                                     |
| 2-9-2011                                                                | Tbilisi                                                                 | Georgia                                                                 | 0 – 1                                                                   | Lettonia                                                                | Qual. Euro 2012                                                         | -                                                                       | 88’                                                                     |
| 6-9-2011                                                                | Riga                                                                    | Lettonia                                                                | 1 – 1                                                                   | Grecia                                                                  | Qual. Euro 2012                                                         | -                                                                       | 42’                                                                     |
| 7-10-2011                                                               | Riga                                                                    | Lettonia                                                                | 2 – 0                                                                   | Malta                                                                   | Qual. Euro 2012                                                         | -                                                                       | 76’                                                                     |
| 11-10-2011                                                              | Fiume                                                                   | Croazia                                                                 | 2 – 0                                                                   | Lettonia                                                                | Qual. Euro 2012                                                         | -                                                                       |                                                                         |
| 29-2-2012                                                               | Adalia                                                                  | Kazakistan                                                              | 0 – 0                                                                   | Lettonia                                                                | Amichevole                                                              | -                                                                       | 73’                                                                     |
| 22-5-2012                                                               | Klagenfurt                                                              | Lettonia                                                                | 0 – 1                                                                   | Polonia                                                                 | Amichevole                                                              | -                                                                       | 73’                                                                     |
| 1-6-2012                                                                | Võru                                                                    | Lettonia                                                                | 5 – 0                                                                   | Lituania                                                                | Coppa del Baltico 2012                                                  | -                                                                       | 84’                                                                     |
| 3-6-2012                                                                | Võru                                                                    | Lettonia                                                                | 1 – 1 dts (6 – 5 dtr)                                                   | Finlandia                                                               | Coppa del Baltico 2012                                                  | -                                                                       | 17’                                                                     |
| 15-8-2012                                                               | Podgorica                                                               | Montenegro                                                              | 2 – 0                                                                   | Lettonia                                                                | Amichevole                                                              | -                                                                       |                                                                         |
| 7-9-2012                                                                | Riga                                                                    | Lettonia                                                                | 1 – 2                                                                   | Grecia                                                                  | Qual. Mondiali 2014                                                     | -                                                                       | 89’                                                                     |
| 11-9-2012                                                               | Zenica                                                                  | Bosnia ed Erzegovina                                                    | 4 – 1                                                                   | Lettonia                                                                | Qual. Mondiali 2014                                                     | -                                                                       |                                                                         |
| 12-10-2012                                                              | Bratislava                                                              | Slovacchia                                                              | 2 – 1                                                                   | Lettonia                                                                | Qual. Mondiali 2014                                                     | -                                                                       | 70’                                                                     |
| 16-10-2012                                                              | Riga                                                                    | Lettonia                                                                | 2 – 0                                                                   | Liechtenstein                                                           | Qual. Mondiali 2014                                                     | -                                                                       | 65’                                                                     |
| 6-2-2013                                                                | Kōbe                                                                    | Giappone                                                                | 3 – 0                                                                   | Lettonia                                                                | Amichevole                                                              | -                                                                       | 65’                                                                     |
| 22-3-2013                                                               | Vaduz                                                                   | Liechtenstein                                                           | 1 – 1                                                                   | Lettonia                                                                | Qual. Mondiali 2014                                                     | -                                                                       | 46’                                                                     |
| 24-5-2013                                                               | Doha                                                                    | Qatar                                                                   | 3 – 1                                                                   | Lettonia                                                                | Amichevole                                                              | -                                                                       | 74’                                                                     |
| 28-5-2013                                                               | Duisburg                                                                | Lettonia                                                                | 3 – 3                                                                   | Turchia                                                                 | Amichevole                                                              | -                                                                       | 67’                                                                     |
| 29-5-2014                                                               | Liepāja                                                                 | Lettonia                                                                | 0 – 0 dts (4 - 2 dtr)                                                   | Estonia                                                                 | Coppa del Baltico 2014                                                  | -                                                                       | 90’                                                                     |
| 31-5-2014                                                               | Liepāja                                                                 | Lettonia                                                                | 1 – 0                                                                   | Lituania                                                                | Coppa del Baltico 2014                                                  | -                                                                       |                                                                         |
| 3-9-2014                                                                | Rīga                                                                    | Lettonia                                                                | 2 – 0                                                                   | Armenia                                                                 | Amichevole                                                              | -                                                                       | 46’                                                                     |
| 9-9-2014                                                                | Astana                                                                  | Kazakistan                                                              | 0 – 0                                                                   | Lettonia                                                                | Qual. Euro 2016                                                         | -                                                                       |                                                                         |
| 16-11-2014                                                              | Amsterdam                                                               | Paesi Bassi                                                             | 6 – 0                                                                   | Lettonia                                                                | Qual. Euro 2016                                                         | -                                                                       | 46’ 52’                                                                 |
| 28-3-2015                                                               | Praga                                                                   | Rep. Ceca                                                               | 1 – 1                                                                   | Lettonia                                                                | Qual. Euro 2016                                                         | -                                                                       | 66’                                                                     |
| 31-3-2015                                                               | Leopoli                                                                 | Ucraina                                                                 | 1 – 1                                                                   | Lettonia                                                                | Amichevole                                                              | -                                                                       |                                                                         |
| 3-9-2015                                                                | Konya                                                                   | Turchia                                                                 | 1 – 1                                                                   | Lettonia                                                                | Qual. Euro 2016                                                         | -                                                                       | 82’                                                                     |
| 10-10-2015                                                              | Reykjavík                                                               | Islanda                                                                 | 2 – 2                                                                   | Lettonia                                                                | Qual. Euro 2016                                                         | -                                                                       | 78’                                                                     |
| 13-10-2015                                                              | Rīga                                                                    | Lettonia                                                                | 0 – 1                                                                   | Kazakistan                                                              | Qual. Euro 2016                                                         | -                                                                       |                                                                         |
| 13-11-2015                                                              | Belfast                                                                 | Irlanda del Nord                                                        | 1 – 0                                                                   | Lettonia                                                                | Amichevole                                                              | -                                                                       | 78’                                                                     |
| 25-3-2016                                                               | Trnava                                                                  | Slovacchia                                                              | 0 – 0                                                                   | Lettonia                                                                | Amichevole                                                              | -                                                                       | 46’                                                                     |
| 29-3-2016                                                               | Gibilterra                                                              | Gibilterra                                                              | 0 – 5                                                                   | Lettonia                                                                | Amichevole                                                              | -                                                                       | 46’                                                                     |
| 1-6-2016                                                                | Liepāja                                                                 | Lettonia                                                                | 2 – 1                                                                   | Lituania                                                                | Coppa del Baltico 2016                                                  | -                                                                       | 88’                                                                     |
| 4-6-2016                                                                | Tallinn                                                                 | Estonia                                                                 | 0 – 0                                                                   | Lettonia                                                                | Coppa del Baltico 2016                                                  | -                                                                       | 46’                                                                     |
| 2-9-2016                                                                | Rīga                                                                    | Lettonia                                                                | 3 – 1                                                                   | Lussemburgo                                                             | Amichevole                                                              | -                                                                       | 75’                                                                     |
| 6-9-2016                                                                | Andorra la Vella                                                        | Andorra                                                                 | 0 – 1                                                                   | Lettonia                                                                | Qual. Mondiali 2018                                                     | -                                                                       | 45+1’ 54’                                                               |
| 7-10-2016                                                               | Rīga                                                                    | Lettonia                                                                | 0 – 2                                                                   | Fær Øer                                                                 | Qual. Mondiali 2018                                                     | -                                                                       |                                                                         |
| 10-10-2016                                                              | Rīga                                                                    | Lettonia                                                                | 0 – 2                                                                   | Ungheria                                                                | Qual. Mondiali 2018                                                     | -                                                                       | 78’                                                                     |
| 13-11-2016                                                              | Faro                                                                    | Portogallo                                                              | 4 – 1                                                                   | Lettonia                                                                | Qual. Mondiali 2018                                                     | -                                                                       |                                                                         |
| 25-3-2017                                                               | Ginevra                                                                 | Svizzera                                                                | 1 – 0                                                                   | Lettonia                                                                | Qual. Mondiali 2018                                                     | -                                                                       |                                                                         |
| 28-3-2017                                                               | Tbilisi                                                                 | Georgia                                                                 | 5 – 0                                                                   | Lettonia                                                                | Amichevole                                                              | -                                                                       | 81’                                                                     |
| 9-6-2017                                                                | Riga                                                                    | Lettonia                                                                | 0 – 3                                                                   | Portogallo                                                              | Qual. Mondiali 2018                                                     | -                                                                       | 75’                                                                     |
| 12-6-2017                                                               | Riga                                                                    | Lettonia                                                                | 1 – 2                                                                   | Estonia                                                                 | Amichevole                                                              | -                                                                       | 57’                                                                     |
| 3-9-2017                                                                | Riga                                                                    | Lettonia                                                                | 0 – 3                                                                   | Svizzera                                                                | Qual. Mondiali 2018                                                     | -                                                                       |                                                                         |
| 7-10-2017                                                               | Tórshavn                                                                | Fær Øer                                                                 | 0 – 0                                                                   | Lettonia                                                                | Qual. Mondiali 2018                                                     | -                                                                       |                                                                         |
| 22-3-2018                                                               | Marbella                                                                | Fær Øer                                                                 | 1 – 1                                                                   | Lettonia                                                                | Amichevole                                                              | -                                                                       | 53’                                                                     |
| 25-3-2018                                                               | Gibilterra                                                              | Gibilterra                                                              | 1 – 0                                                                   | Lettonia                                                                | Amichevole                                                              | -                                                                       | 46’                                                                     |
| 24-3-2019                                                               | Varsavia                                                                | Polonia                                                                 | 2 – 0                                                                   | Lettonia                                                                | Qual. Euro 2020                                                         | -                                                                       |                                                                         |
| 7-6-2019                                                                | Riga                                                                    | Lettonia                                                                | 0 – 3                                                                   | Israele                                                                 | Qual. Euro 2020                                                         | -                                                                       | 79’                                                                     |
| 10-6-2019                                                               | Riga                                                                    | Lettonia                                                                | 0 – 5                                                                   | Slovenia                                                                | Qual. Euro 2020                                                         | -                                                                       |                                                                         |
| 6-9-2019                                                                | Salisburgo                                                              | Austria                                                                 | 6 – 0                                                                   | Lettonia                                                                | Qual. Euro 2020                                                         | -                                                                       | 82’                                                                     |
| 9-9-2019                                                                | Rīga                                                                    | Lettonia                                                                | 0 – 2                                                                   | Macedonia del Nord                                                      | Qual. Euro 2020                                                         | -                                                                       |                                                                         |
| 10-10-2019                                                              | Riga                                                                    | Lettonia                                                                | 0 – 3                                                                   | Polonia                                                                 | Qual. Euro 2020                                                         | -                                                                       | 72’                                                                     |
| 15-10-2019                                                              | Be'er Sheva                                                             | Israele                                                                 | 3 – 1                                                                   | Lettonia                                                                | Qual. Euro 2020                                                         | -                                                                       | 68’                                                                     |
| 16-11-2019                                                              | Lubiana                                                                 | Slovenia                                                                | 1 – 0                                                                   | Lettonia                                                                | Qual. Euro 2020                                                         | -                                                                       | 85’                                                                     |
| Totale                                                                  |                                                                         | Presenze                                                                | 54                                                                      |                                                                         | Reti                                                                    | 0                                                                       |                                                                         |

## Palmarès

### Club

#### Competizioni nazionali
- Campionato lettone: 4

Ventspils: 2009
Riga FC: 2019, 2020
- 1. Līga: 1

Gulbene: 2010
- Coppa di Lettonia: 1

Ventspils: 2010-2011

### Nazionale
- Coppa del Baltico: 3

2012, 2014, 2016